# Katharsis
Katharsis è il settimo album in studio del gruppo musicale Keep of Kalessin, pubblicato il 2023.

## Tracce
1. Katharsis – 4:32
2. Hellride – 3:54
3. The Omni – 7:11
4. War of the Wyrm – 3:52
5. From the Stars and Beyond – 3:52
6. Journey's End – 5:12
7. The Obsidian Expanse – 10:08
8. Throne of Execration – 8:08
9. The Eternal Swarm (Outro) – 1:38

## Formazione
- A.O "Obsidian Claw" Gronbech - voce, chitarra, tastiere
- Wizziac - basso
- Wanja "Nechtan" Gröger - batteria